# Agrotis photophila
Agrotis photophila är en fjärilsart som beskrevs av Butler 1879. Agrotis photophila ingår i släktet Agrotis och familjen nattflyn. IUCN kategoriserar arten globalt som utdöd. Inga underarter finns listade i Catalogue of Life.